# Fontanna Ariona w Ołomuńcu

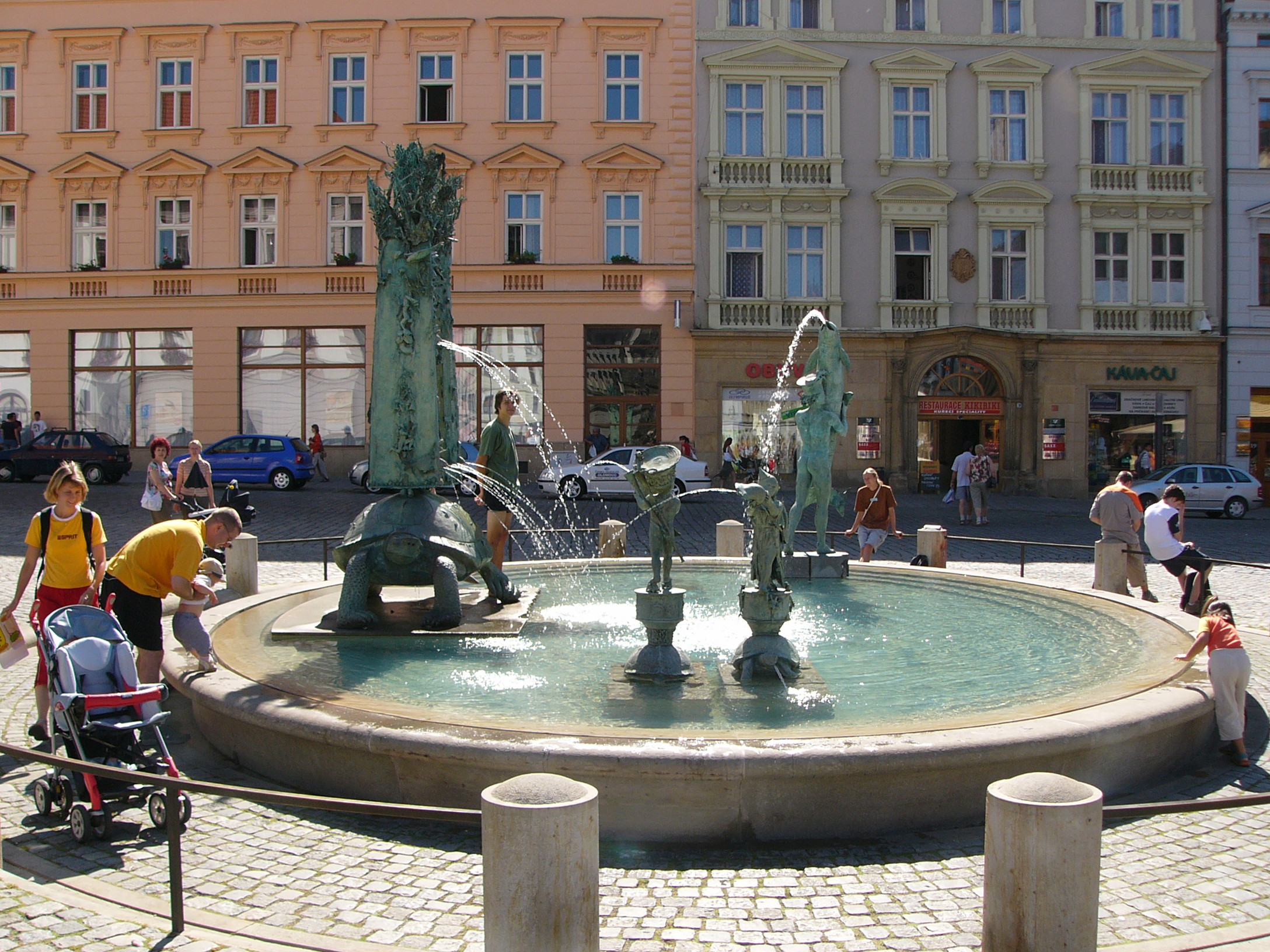
Fontanna Ariona

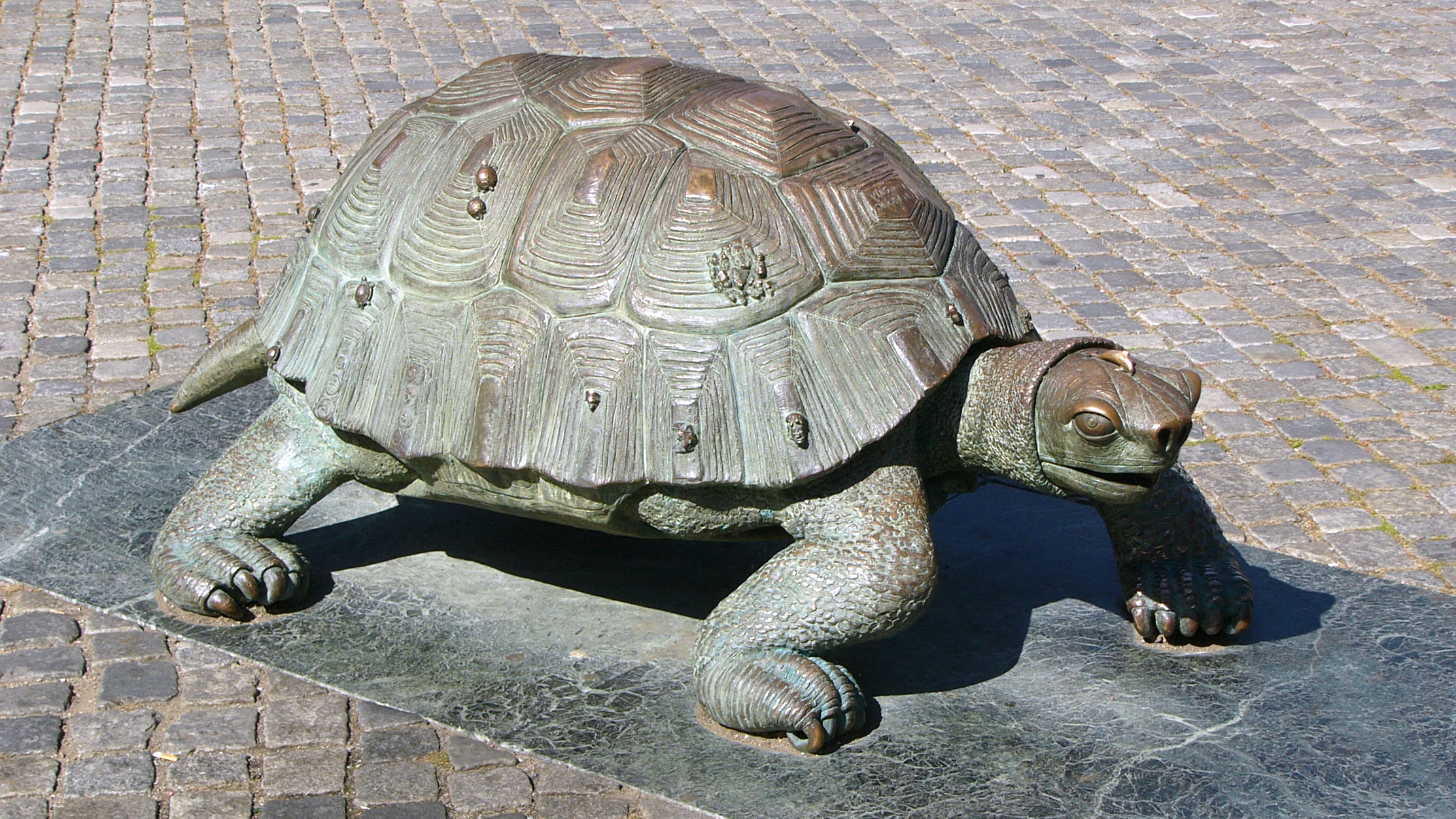
Spacerujący żółw obok fontanny Ariona

Fontanna Ariona (cz. Ariónova kašna) – współczesna fontanna w południowo-zachodnim narożniku Górnego Rynku (cz. Horní náměstí) w Ołomuńcu na Morawach w Czechach.
Pierwotnie planowana była jako kolejna barokowa fontanna, mająca w pierwszej połowie XVIII w. upiększyć centrum Ołomuńca, lecz jej budowa nie doszła do skutku. Pomysł odżył jeszcze raz w XIX w., jednak również nie doczekał się realizacji. W 1995 r. budowa fontanny znalazła się w programie rekonstrukcji Górnego Rynku, lecz przeszkodziła temu wielka powódź w 1997 r. Ostatecznie fontanna powstała kilka lat później, a jej uroczyste oddanie do użytku miało miejsce 27 września 2002 r. Jej autorem jest pochodzący z Ołomuńca znany rzeźbiarz, mieszkający obecnie we Francji, Ivan Theimer.
Tematem grupy rzeźb jest opowieść o na wpół mitycznym poecie i kitarzyście greckim Arionie. Według niej po napaści piratów na statek, którym płynął z Sycylii do Koryntu, Arion został cudownie ocalony przez delfiny, które ukochały sobie jego śpiew.
Owalny basen fontanny, wykonany z takiego samego piaskowca jak starsze fontanny barokowe, jest wgłębiony w podłoże. Na nim rozmieszczone są trzy grupy rzeźb: centralna – alegoryczny obelisk posadowiony na skorupie wielkiego żółwia, boczne – postaci dwójki dzieci, stojących na mniejszych żółwiach oraz postać Ariona z delfinem. Woda tryska do basenu z szeregu otworów w obelisku, z pyska delfina oraz z pyszczka ryby i z muszli, trzymanych przez dzieci. Wszystkie elementy są pokryte drobnym, dekoracyjnym ornamentem w formie detali figuralnych lub napisów, sławiących Ołomuniec i jego mieszkańców. Pojedyncze rzeźby, pokryte zielonkawą patyną, wykonało włoskie Studio di Archittetura w Lukce i Pietrasante. Koszt fontanny wyniósł ok. 20 mln koron czeskich.
Czwarty żółw - "spacerujący" - znajduje się poza fontanną, kilka metrów poza jej obrysem i jest ulubionym miejscem fotografowania się turystów. Cała fontanna jest zwykle tłem dla fotografujących się par, nowo zaślubionych w mieszczącym się po sąsiedzku w Ratuszu Urzędzie Stanu Cywilnego.
W 2005 r. instytucje sanitarno-epidemiologiczne oficjalnie zezwoliły na kąpanie się w basenie fontanny. Dzięki temu w upalne dni jest ona ulubionym miejscem zabaw dzieci, a Ołomuniec – jedynym miastem Czech z publicznym kąpieliskiem na Rynku.